# Bisdom Worcester
Het bisdom Worcester (Latijn: Dioecesis Wigorniensis) is een rooms-katholiek bisdom met als zetel Worcester, in de Amerikaanse staat Massachusetts. Het bisdom is suffragaan aan het aartsbisdom Boston. 

## Geschiedenis
Het bisdom werd opgericht op 14 januari 1950, uit delen van het bisdom Springfield in Massachusetts.

## Parochies
Het bisdom had in 2022 een oppervlakte van 3.966 km2 en telde 862.111 inwoners waarvan 34,1% rooms-katholiek was.

## Bisschoppen
- John Joseph Wright (28 januari 1950 - 23 januari 1959; kardinaal in 1969)
- Bernard Joseph Flanagan (8 augustus 1959 - 31 maart 1983)
- Timothy Joseph Harrington (1 september 1983 - 27 oktober 1994; hulpbisschop sinds 2 april 1968)
  - George Edward Rueger (hulpbisschop: 16 januari 1987 - 25 januari 2005)
- Daniel Patrick Reilly (27 oktober 1994 - 9 maart 2004)
- Robert Joseph McManus (9 maart 2004 - heden)

## Galerij van afbeeldingen

Wapen van het bisdom
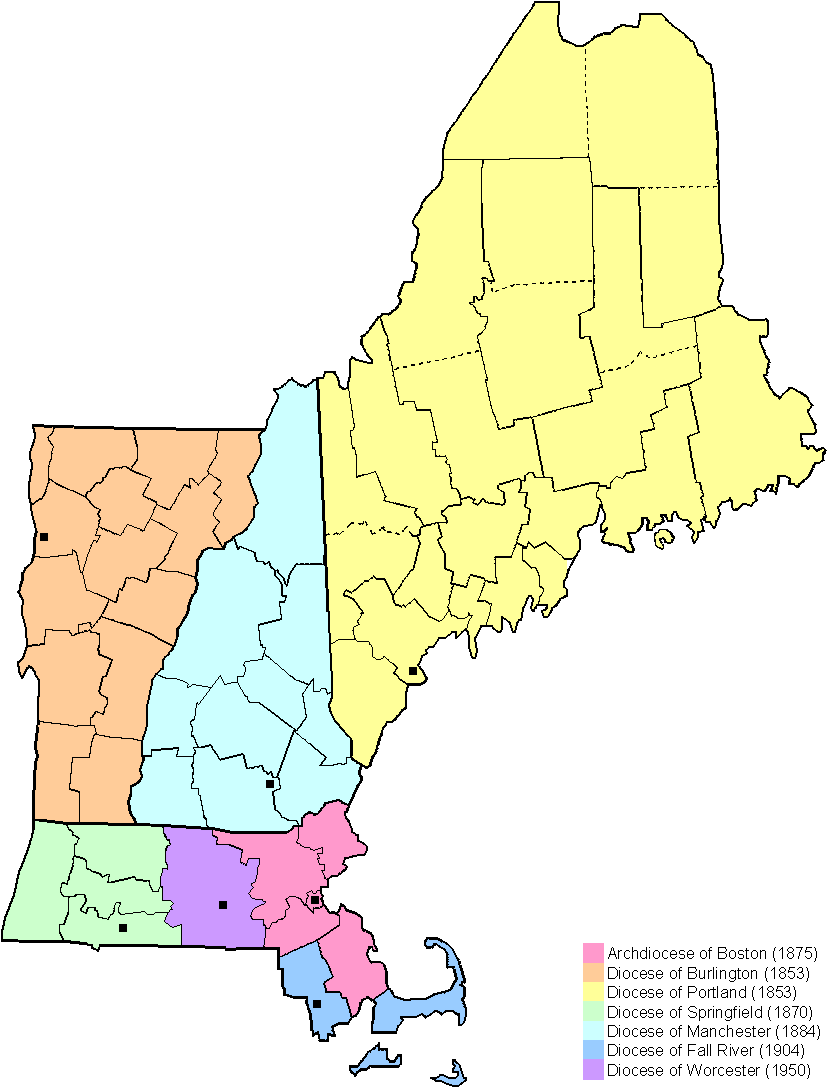
Kerkprovincie met aartsbisdom en suffragane bisdommen
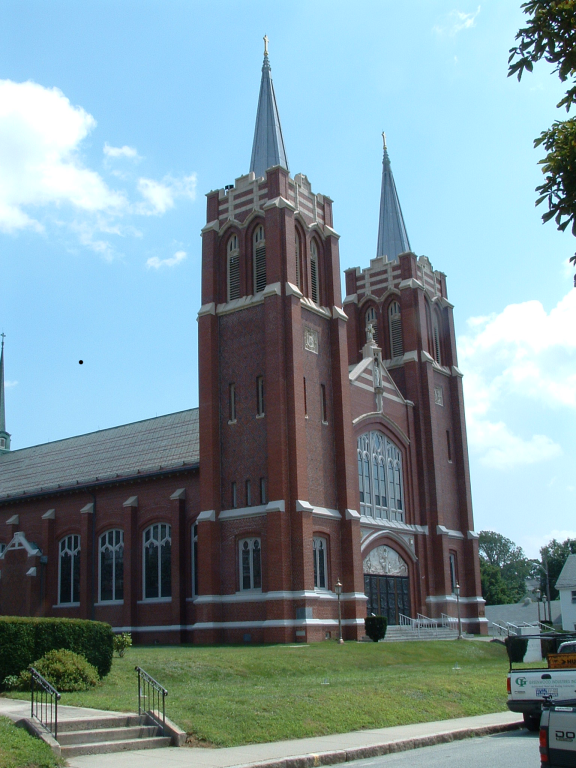
Saint Joseph Basilica in Webster

Boston (aartsbisdom) · Burlington · Fall River · Manchester · Portland · Springfield in Massachusetts · Worcester